# Parlamentsvalet i Storbritannien 1931
Parlamentsvalet i Storbritannien 1931 hölls tisdagen den 27 oktober 1931, och var det sista parlamentsval i Storbritannien som inte hölls på en torsdag.
Valet hölls mitt under den stora depressionen. Ramsay MacDonalds Labourregering hade inte kunnat komma överens om hur man skulle besvara den ekonomiska krisen, och i augusti 1931 lämnade MacDonald regeringen och bildade den "nationella regeringen".
MacDonalds beslut att bilda en nationell regering med Conservative Party fick Labour att utesluta honom ur partiet, som då delades i två grupper (Labour Party och National Labour Party).
På grund av detta samt att den tidigare Labourregeringen inte lyckats hantera den ekonomiska krisen föll Labours andel av rösterna kraftigt, och de konservativa, under ledning av Stanley Baldwin, fick en stor majoritet, fastän premiärministern i den resulterande nationella regeringen fortsatt var Ramsay MacDonald.
Liberal Party saknade tillräckliga medel för att kandidera i lika många valkretsar som vanligt, men fick ändå nästan lika många mandat som Labour, som i alla fall lyckades få 38% av rösterna.
| Parti                            | Röster     | Platser | Förändring | Andel av rösterna (%) |
| Conservative Party               | 11 377 022 | 473     | + 210      | 55,0                  |
| Labour                           | 6 339 306  | 52      | - 225      | 38,0                  |
| Liberal Party                    | 1 346 571  | 32      | - 27       | 6,5                   |
| National Liberal Party           | 761 705    | 35      | + 35       | 3,7                   |
| National Labour Party            | 316 741    | 13      | + 13       | 1,5                   |
| Independent Liberal Party        | 103 528    | 4       | + 4        | 0,5                   |
| "National"                       | 100 193    | 4       | + 4        | 0,5                   |
| Irländska nationalister          | 72 530     | 2       | - 1        | 0,4                   |
| Communist Party of Great Britain | 69 692     | 0       |            | 0,3                   |
| New Party                        | 36 377     | 0       |            | 0,2                   |
| Nationella oberoende             | 33 468     | 2       | + 2        | 0,2                   |
| National Party of Scotland       | 20 954     | 0       |            | 0,1                   |
| Oberoende Labour                 | 18 200     | 0       |            | 0,1                   |
| Scottish Prohibition Party       | 16 114     | 0       | - 1        | 0,1                   |
| Oberoende                        | 10 789     | 1       | - 3        | 0,0                   |
| Liverpool Protestant Party       | 7 834      | 0       |            | 0,0                   |
| Jordbrukare (Agriculturalist)    | 6 993      | 0       |            | 0,0                   |
| Oberoende nationalist            | 3 134      | 0       |            | 0,0                   |
| Oberoende liberal                | 2 578      | 0       |            | 0,0                   |
| Plaid Cymru                      | 2 050      | 0       |            | 0,0                   |
| Common Wealth Land Party         | 1 347      | 0       |            | 0,0                   |